# Puig d'en Marès
El Puig d'en Marès és una muntanya de 273 metres que es troba al municipi de Roses, a la comarca catalana de l'Alt Empordà.